# Isabelle Antena
Isabelle Antena, pseudonimo di Isabelle Powaga (Villepinte, 28 maggio 1960), è una cantautrice francese.
È una pioniera della bossa nova, del nu jazz e dell'elettropop tendenti al samba. Negli anni '80 è membro fondatore del trio synth pop francese-belga Antena. Negli anni '90 crea un altro gruppo - i Powaga Sisters e ne fa parte per i 3 album usciti tra il 1993 e il 2004. Insieme a questi progetti ha una carriera musicale da solista, vendendo oltre un milione di copie e ottenendo riconoscimenti musicali in tutto il mondo. Come solista riscontra un successo particolare in Giappone e in Estremo Oriente.

## Biografia e carriera

### Primi anni
Isabelle Antena nasce nel 1960 nella città francese di Villepent nel dipartimento di Saint-Saint-Denis. Cresce a Parigi. Scrive la sua prima canzone all'età di 5 anni: si tratta della storia di un principe medievale che muore per la sua principessa. 
Inizia a studiare musica all'età di 8 anni; a 10 anni suona il clarinetto, a 12 anni acquista la sua prima chitarra acustica e a 17 anni la sua prima chitarra elettrica, scambiandola l'anno successivo con un pianoforte elettrico. 
Da giovane lavora a Londra nella famiglia di Rick Wakeman, tastierista degli Yes, dove impara a parlare correntemente l'inglese.

### Trio "Antena"
Dopo il suo ritorno a Parigi Antena, insieme a Pascal Moiroud e Sylvain Fasy, crea il gruppo Antena il cui nome viene preso da una canzone dei Kraftwerk. Il gruppo firma un contratto con l'etichetta indipendente belga Les Disques du Crépuscule. Nel marzo 1982 i tre si recano a Londra per registrare il loro primo singolo, prodotto dal leader fondatore degli Ultravox John Foxx nel suo studio The Garden. Così, nel 1982, esce il loro singolo "Boy from Ipanema", prodotto da Fox. Si tratta di una versione distorta del famoso classico brasiliano registrato da Stan Getz e Astrud Gilberto nel 1964; il brano tuttavia non riscontra un successo. Il trio si trasferisce a Bruxelles e scopre il proprio sound grazie al mini-LP Camino del Sol con il produttore Giles Martin, combinando gli stili minimal dell'elettropop e della samba. Il mini-LP di 18 minuti viene registrato nel febbraio 1982 in 5 giorni da Martin. Offre cinque semplici schizzi latini, il clou dei quali è il leading track. Tuttavia l'album attira poca attenzione alla sua uscita nel settembre 1982. In ottobre invece, il gruppo va in tournée in Belgio con altre band come i Cabaret Voltaire, i 23 Skidoo e The Pale Fountains. Il trio interpreta anche "Danceteria" a New York alla vigilia di Capodanno. Successivamente arriva a registrare diverse canzoni per le compilation tematiche dell'etichetta.
Nel 1983 la loro etichetta Crépuscule stipula un contratto di licenza di breve durata con la Island Records nel Regno Unito. Il nuovo singolo del trio è il brano dance "Be Pop", che esce nel settembre 1983. Il loro nuovo produttore è Martin Hayles, che ha lavorato con le star delle classifiche Orange Juice. Tuttavia, dopo che il singolo rimane indietro nelle classifiche dell'isola, Moiroud se ne va e Antena e Fasy continuano come duo. Grazie a Hayles nell'estate del 1984 il duo firma un contratto con l'etichetta Phonogram, che gli dà un'altra possibilità di entrare nella Singles Chart con una versione migliorata di Be Pop. Allo stesso tempo Antena e Fasy si trasferiscono a Londra. Il loro secondo singolo, una raffinata produzione di Hayles di "Life Is Too Short", appare a novembre ma non riesce a sfondare.
Nel 1985 il duo torna a Bruxelles senza un contratto per l'album. La collaborazione continua con l'etichetta Crépuscule e all'inizio del 1986 esce il loro nuovo singolo "Seaside Week End", che è la loro ultima registrazione insieme.

### Carriera da solista
Nell'aprile 1986 per l'etichetta Les Disques du Crepuscule esce En Cavale, il primo album di Antena da solista. Prodotto da Martin Hayles e con la partecipazione del suo team d'élite di musicisti, l'album completa la transizione dell'artista dalle idee minimaliste dell'elettro-samba ai brani pop sofisticati e fluidi. Gli stili di danza cosmopoliti dell'album combinano il disco ("Be Pop", "Don't Think About It") e il latin-jazz ("Play Back"), oltre a diverse ballate ("Seaside Weekend", "Ten Minutes"). Si tratta di un album in inglese, anche se i titoli dei singoli del trio Antena  "Sois Pop" ("Be Pop") e "La vie est trop courte" ("Life Is Too Short") sono in francese.
Pubblicato all'inizio del 1987, il suo secondo album da solista Hoping for Love vede Antena espandere la sua tavolozza di latino, funk e samba per includere i generi jazz e acustici. L'album è essenzialmente un album di due parti, una delle quali include dei brani pop e dance nello spirito di En Cavale, e l'altra quelli jazz. L'album, scritto, arrangiato e prodotto dalla cantante stessa, la porta per la prima volta in Giappone, dove nel 1987 viene scelta come migliore cantante internazionale al prestigioso Tokyo Music Festival, superando Whitney Houston e Sade Adu. La sua successiva apparizione con la canzone "Time to Work" al Tokyo Dome è tra le esibizioni degli Earth, Wind & Fire e dei Кool & the Gang, che è anche un momento clou della sua carriera. Il singolo "Le poisson des Mers du Sud" viene successivamente votato come una delle 100 migliori canzoni belghe del 20º secolo.
Nel frattempo la cantante dà alla luce il suo figlio Achille e la sua figlia Penelope e gira il mondo. Consolida rapidamente il suo successo con il suo terzo album da solista On a Warm Summer Night nel 1987, che è anche uno dei suoi album più venduti. L'album viene registrato a Bruxelles alla fine del 1987 ed è prodotto da lei e da Martin Hayles. Esso riflette sia il suo desiderio per un album di puro jazz sia la sua passione per il funk frenetico. Oltre ai brani inediti "Je Respire", "Une Journee Banale A New York City" e "Romancia del Amor" (usciti anche come singoli), l'album include una ballata scritta in collaborazione con il famoso compositore francese di colonne sonore Gabriel Yared ("Eclat de Nuit") e un radicale arrangiamento in samba di "Village of the Sun" di Frank Zappa. In Europa l'album esce come Tous Mes Caprices. Viene promosso da un tour in Belgio a supporto della band Vaia Con Dios. Il loro bassista Dirk Schoufs continua a collaborare con Antena come autore e musicista e diviene il suo secondo marito.
Da sempre autrice prolifica, l'artista continua a scrivere e registrare gli album De l'Amour et des Hommes (1988) e Jouez le Cinq (1989) (ristampato pochi mesi dopo come Intemporelle (1990)), esibendosi dal vivo in tutta l'Europa, in America del Nord e in Giappone. Dirk Schoufs lascia Vaia Con Dios per unirsi a lei, portando con sé il batterista della band Marco De Meersman e Fritz Sundermann, chitarrista jazz e figlio di Freddy Sunder. Questo quartetto costituisce il nuovo nucleo creativo per il prossimo album di Antena intitolato Les Derniers Guerriers Romantique, un lavoro concettuale dell'aprile 1991 che include la cover della canzone Aquarius. Dirk Schoufs muore il 24 maggio, lasciando Isabelle profondamente addolorata, e l'album viene dedicato a lui.
Dopo un anno di pausa Antena torna in studio nel 1992 per registrare uno dei migliori album della sua carriera: Carpe Diem, che esce in Giappone e in Francia a novembre. Registrato allo Studio Caraibes di Bruxelles da Giles Martin con i suoi colleghi tra cui De Meersman e Sundermann, Isabelle produce l'album da sola. La canzone "Corto Prend le Large" è dedicata al marito defunto. L'atmosfera è prevalentemente quella del cool jazz, latina e della bossa nova. In quel periodo la cantante conosce il produttore Danny Mullen, con il quale fonda l'etichetta Harlem Moon (1993-1997), una sottoetichetta della  Crépuscule). Lui diviene il suo terzo marito, dal cui Antena ha la figlia Agatha e il figlio Elliot. 
Tra il suo album di remix More Acid than Jazz (1993) e l'album A la Belle Etoile (1995) Antena entra in studio con le sue sorelle. Le canzoni registrate escono sotto il nome di The Powaga Sisters.
Dopo Carpe Diem la cantante pubblica altri dieci album che abbracciano gli stili jazz, funk, latino e house, e scrive e produce per altri artisti. Tra questi ci sono i Fragile on the Rocks, gli Zeta Reticuli e il progetto jazz Pause Cafe. Sebbene come solista Antena goda spesso di un maggiore successo commerciale in Giappone e in Estremo Oriente che in Europa, lei rimane acclamata dalla critica in Europa e negli Stati Uniti.
Nel 1996 il brano "Antena" è il leading track della prima compilation ESL di Thievery Corporation, e da allora Antena lavora con molti DJ e produttori, tra cui Buscemi, Nicola Conte, Ursula 1000 e Yukihiro Fukutomi. Queste collaborazioni diventano visibili nel 2005, che segna l'uscita del suo album del tutto bossa nova Easy Does It e del relativo disco di remix Issy Does It. Esso contiene i remix di Thievery Corporation, di Nicola Conte e anche dell'artista belga Buscemi, con il quale Isabel scrive le canzoni "Seaside" e "Obrigado" per il suo album Camino Real.
Il brano Play back dal suo album di debutto da solista En Cavale viene rielaborato nel 2002 da Yukihiro Fukutomi in una versione house, e nel 2007 i New Yorkers of Escort remixano il suo brano "Seaside Weekend".
Nel 2006 l'incontro con la Thievery Corporation porta alla scrittura di diversi brani che vengono inclusi nell'album Antena (il secondo della trilogia dopo Camino del sol), in particolare il brano che dà il titolo all'album Toujours Du Soleil. Nello stesso anno il remix della canzone "Nothing To Lose" appaie sull'album Versions dei Thievery Corporation; la canzone "The Spinner" fa parte della campagna pubblicitaria della Samsonite per la omonima valigia. Nello stesso anno viene pubblicato l'album di reunion del Trio "Antena" Toujours du Soleil, ma con una formazione diversa, inclusa la figlia di Antena - la ventenne Penelope.
Il 2007 è un anno pieno di successi per la cantante, che scrive 2 canzoni per la serie americana The Boondox.
La LTM ristampano Carpe Diem bis (una combinazione dei due album Carpe Diem e Les Derniers Guerriers Romantiques) e Permanent Vacation pubblica a giugno l'album Special Versions / Camino Del Sol (un classico di Antena remixato da Todd Terje, Nouvelle Vague, Phreek plus one e Disco Devil).
Nel 2008 la cantante torna in Giappone con l'album French Riviera, prodotto da Yukihiro Fukutomi. Lavora all'album con i nomi famosi del nu jazz giapponese come il Kyoto Jazz Massive, Jazztronik, Tatsuo Sunaga, Hajime Yoshizawa e Yukihiro Fukutomi.
Come conclusione della trilogia Antena nel 2010 esce il suo album Bossa Super Nova. La cantante rimane un'artista indipendente, fedele alla filosofia che ha sposato nel New Musical Express del 1984: “Il fatto che abbiamo dovuto lottare parecchio anche solo per arrivare dove siamo ora non è importante. Penso che abbia sempre valore nelle persone la cui musica non è mainstream. Ciò che è difficile da ascoltare oggi potrebbe essere più facile da ascoltare domani. Il bello della musica è che tutto è possibile."

## Discografia

### Album da solista
Album in studio
- En cavale (1986) - album di debutto da solista
- Hoping for Love (1987)
- On A Warm Summer Night/Tous Mes Caprices (1988)
- De L'Amour Et Des Hommes vol.1 (1989) – mini-LP di versioni cover
- Jouez le Cinq (1989)
- Intemporelle (1990) - versione rivisitata di Jouez Le Cinq con elenco dei brani riarrangiati e con due brani diversi, solo su CD
- Les Derniers Guerriers Romantiques (1991)
- Carpe diem (1992)
- A La Belle Étoile (1995)
- Mediterranean Songs (1997)
- De L'Amour Et Des Hommes vol. 2 (1999) – mini-LP di versioni cover
- Take Me To Paradise (2001)
- Easy Does It (2005) con l'aggiunta di Issy Does It (solo su LP con remix di Nicola Conte, Thievery Corporation, Buscemie altri)
- French Riviera (2006) (Kyoto Jazz Massive, Jazztronik, Tatsuo Sunaga)

Raccolte
- Fire (1989)
- La Mer De L'Été (1993) - solo in Giappone
- Encore Plus Au Sud (1995)
- L'Alphabet Du Plaisir – Best of (1981-2001) (2001)
- Antenna: Camino Del Sol (2004)
- L'alfabeto del plaisir – Best of (1982-2005) (2005)
- Easy does it (2005)

### Con gli Atenna
Album in studio
- Camino Del Sol (1982) - mini-LP
- +Acid (Que - Than) Jazz (1994)
- Toujours du Soleil (2006)
- Bossa Super Nova (2010)

Raccolte
- L'alphabet Du Plaisir (1990)
- Versions Spéciales - Camino Del Sol (2007)

### Con i Powaga Sisters
- Little Grey's Night (1993)
- Sister's Land (1995) – produttrice
- Pay Peanuts, Get Monkeys (2004)

### Con il Pausa Café
- Pausa Café (2002)

### Con il Bahama Soul Club
- Rhythm Is What Makes Jazz Jazz (2008)

### Con i Fragile on the Rocks
- Fragile On The Rocks (1990) - tastierista e compositrice